# Stalagmit

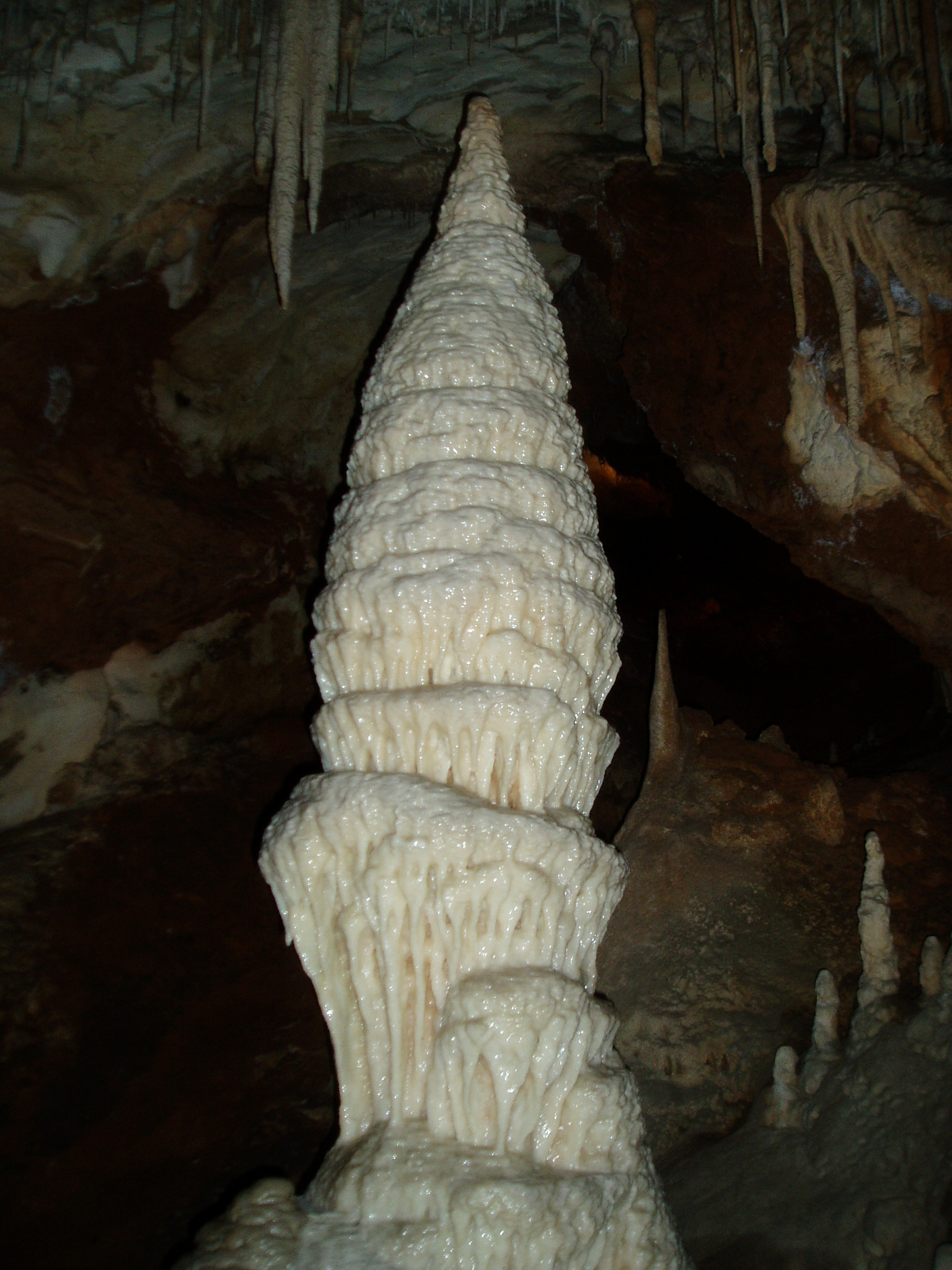

Stalagmit är en droppstensformation (ofta i grottor, oftast i kalkhaltigt berg) som bildas uppåt från underlaget. De liknar upp- och nedvända istappar. Droppstensformationer som bildas från taket kallas stalaktiter.

## Kom-ihåg-regel
En enkel och bra kom-ihåg-regel för att skilja på stalagmit och stalaktit:
- Stalaktiter sitter i taket.
- Stalagmiter sitter på marken.